# Râle blanc et roux
Rufirallus leucopyrrhus
Espèce
Répartition géographique
Statut de conservation UICN

 LC  : Préoccupation mineure
Le Râle blanc et roux (Rufirallus leucopyrrhus) est une espèce d'oiseaux de la famille des Rallidae.

## Répartition
Cet oiseau vit en Argentine, au Brésil, au Paraguay et en Uruguay.